# Martinus Josephus Franciscus Maria Hoenen
Martinus Josephus Franciscus Maria Hoenen (* 4. Oktober 1957 in Hoensbroek) ist ein niederländischer Philosoph.

## Leben
Er erwarb an der Universiteit Nijmegen 1983 Doktoraal (Philosophie), 1988 Doktoraal (Theologie) und 1989 die Promotion (Philosophie). An der Universiteit Nijmegen, Philosophische Fakultät, lehrte er 1984–1989/1990–1997 Assistant Professor, 1997–2002  Associate Professor (UD), 2001–2002 Associate Professor (UHD) und 2003–2006 als Professor für die Geschichte der mittelalterlichen Theologie und Philosophie. 1990 war er Assistant Professor an der Katholieke Theologische Universiteit Amsterdam.  Von 2002 bis 2004 lehrte er als Professor für Philosophie an der Katholieke Universiteit Leuven. An der Albert-Ludwigs-Universität Freiburg unterrichtete er von 2004 bis 2013 als Professor für Philosophie (C 4). Von 2013 bis 2017 war er Vizerektor Lehre und Entwicklung an der Universität Basel. Seit 2013 ist er Professor für Philosophie mit Schwerpunkt Antike und Mittelalter in Basel.

## Werke (Auswahl)
- Marsilius van Inghen (+ 1396) over het goddelijke weten. Zijn plaats in de ontwikkeling van de opvattingen over het goddelijke weten ca. 1255–1396. Nijmegen 1989, ISBN 90-70419-24-6.
  - Marsilius of Inghen. Divine knowledge in late medieval thought. Leiden 1993, ISBN 90-04-09563-2.
- Speculum philosophiae medii aevi. Die Handschriftensammlung des Dominikaners Georg Schwartz (+ nach 1484). Amsterdam 1994, ISBN 90-6032-340-8.
- Philosophy and learning. Universities in the Middle Ages. Leiden 1995, ISBN 90-04-10212-4.
- mit Alain de Libera: Albertus Magnus und der Albertismus. Deutsche philosophische Kultur des Mittelalters. Leiden 1995, ISBN 90-04-10439-9.